# William John Bankes
William John Bankes (11 de dezembro de 1786 - 15 de abril de 1855) foi um explorador, egiptólogo e aventureiro britânico. Membro de uma tradicional família de Dorset, ele viajou constantemente pelo Oriente Próximo e o Egito e reuniu uma extensa coleção de artefatos egípcios. Ele também serviu como deputado conservador no Parlamento do Reino Unido em 1810,  de 1822 a 1826, de 1829 a 1832, e, finalmente, 1832 a 1835. 

## Educação, aventuras e amigos

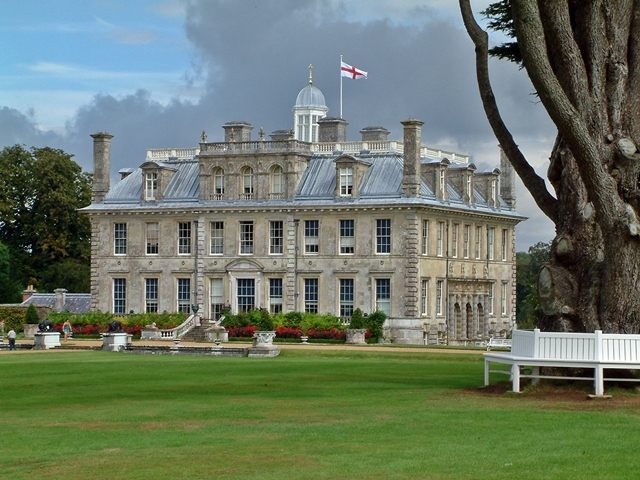
Kingston Lacy House, o assento da família Bankes

William Bankes demonstrou grande paixão pelo Egito antigo e pelas belas artes. Seu grande portfólio de anotações, manuscritos e desenhos produzidos e coletados durante suas viagens ao longo do Rio Nilo, com explorações no Egito, Núbia e Oriente Próximo, com Giovanni Finati, tem um valor histórico significativo e fornecem o único registro histórico de algumas inscrições e monumentos.   
Bankes foi educado na Westminster School e continuou seus estudos no Trinity College, Cambridge, onde obteve seu bacharelado em 1808 e seu mestrado em 1811. Lord Byron, um colega do Trinity College, tornou-se amigo de Bankes ao longo da vida. Bankes por vezes acompanhava Byron em suas viagens pela Europa.   
Enquanto viajava pela Espanha e Portugal, durante a Guerra Peninsular, Bankes serviu como ajudante de campo do Duque de Wellington. Mais tarde, o duque presidiu a cerimônia de lançamento da fundação de uma das descobertas mais notáveis de Bankes, o Obelisco de Filas, que se encontra na posse do Reino Unido. 
Bankes era um homem aventureiro com muitos talentos, e dominava a arte de copiar inscrições antigas. Ele foi um oponente de Champollion, em decifrar os hieróglifos egípcios antigos.  
Ele foi eleito membro da Royal Society em março de 1822.